# Margot Boer
Pour les articles homonymes, voir Boer.
Madelaine Margot Boer, née le 7 août 1985 à Woubrugge, Pays-Bas, est une patineuse de vitesse néerlandaise. Elle a fait du patinage de vitesse sur piste courte et du tennis avant de se spécialiser dans le sprint de patinage. Grâce à la piste courte, elle a une bonne technique dans les virages. 
Elle est plusieurs fois championne nationale néerlandaise de patinage de vitesse sur 500 m. 
Pendant les Jeux olympiques d'hiver de 2010 à Vancouver, elle est 4e pour le patinage de vitesse sur 500 m et sur 1500 m, et 6e sur 100 m. 
Le 11 février 2014 aux Jeux olympiques d'hiver de 2014 à Sotchi elle gagne la médaille de bronze sur 500 mètres. Elle est la première femme néerlandaise à gagner une médaille olympique sur cette distance. Deux jours après, elle gagne la médaille de bronze sur 1000 m. 

## Palmarès

### Jeux olympiques d'hiver
- 4e sur 2x500 m en 2010 à Vancouver ;
- 6e sur 1000 m en 2010 à Vancouver ;
- 4e sur 1500 m en 2010 à Vancouver ;
- Médaille de bronze sur 500 m en 2014 à Sotchi ;
- Médaille de bronze sur 1000 m en 2014 à Sotchi.

### Championnats du monde simple distance
- -  Médaille de bronze sur 1000 m en 2009 à Richmond ;
  -  Médaille de bronze sur 1000 m en 2012 à Heerenveen.

### Championnats du monde de patinage de vitesse
- 6e au Sprint toutes épreuves en 2007 à Hamar ;
- 4e au Sprint toutes épreuves en 2009 à Moscou :
  - 1re 
  - 3e
- Médaille de bronze au Sprint toutes épreuves en 2011 à Heerenveen : 
  - 2e 
  - 2e
- 4e au Sprint toutes épreuves en 2012 à Heerenveen : 
  - 3e
- 7e au Sprint toutes épreuves en 2013 à Salt Lake City ;
- 4e au Sprint toutes épreuves en 2014 à Nagano :
  - 2e 
  - 2e 
  - 2e 
  - 3e

### Coupe du monde
- Médaille d'argent 500 m en 2009 ;
- Médaille d'argent 500 m en 2010 ;
- Médaille d'argent 1000 m en 2010 ;
- Médaille de bronze 500 m en 2011 ;
- Médaille de bronze 1000 m en 2011.